# Phanerocerus
Phanerocerus is een geslacht van rechtvleugeligen uit de familie veldsprinkhanen (Acrididae). De wetenschappelijke naam van dit geslacht is voor het eerst geldig gepubliceerd in 1888 door Saussure.

## Soorten
Het geslacht Phanerocerus  is monotypisch en omvat slechts de volgende soort:
- Phanerocerus testudo (Saussure, 1888)